# Marlboro Meadows
Marlboro Meadows – jednostka osadnicza w Stanach Zjednoczonych, w stanie Maryland, w hrabstwie Prince George’s.